# Roger Garaudy
Roger Garaudy est un homme politique, philosophe, écrivain et négationniste français, né le 17 juillet 1913 à Marseille et mort le 13 juin 2012 à Chennevières-sur-Marne.
De 1933 à 1970, il est une figure importante du Parti communiste français. Après en avoir été exclu, il se rapproche des milieux écologistes conservateurs. Outre ce parcours politique, il s'est aussi engagé dans les questions religieuses et s'est converti successivement au protestantisme, au catholicisme puis à l'islam.
Garaudy a provoqué de vives polémiques en propageant des idées négationnistes : d'abord au sujet du goulag soviétique durant sa période communiste, puis après 1996 au sujet de la Shoah, ce qui lui a valu d'être condamné pour contestation de crimes contre l’humanité, diffamation à caractère racial et incitation à la haine raciale. Il est l'auteur de nombreux ouvrages qui reflètent ce parcours.

## Biographie
(juillet 2013).

### Jeunesse et études
Protestant dans sa jeunesse, tandis que son père est athée et sa grand-mère maternelle fervente catholique, Roger Garaudy se revendique volontiers comme « polémique et hérétique ». Il étudie au lycée Thiers de Marseille. Pendant ses études universitaires, il adhère au Parti communiste français (PCF) en 1933. Il est reçu à l'agrégation de philosophie en 1936. 
Il est titulaire d'un doctorat en philosophie avec une thèse sur la « Théorie matérialiste de la connaissance » défendue à la Sorbonne en 1953.

### Parcours professionnel
Mobilisé en 1939, il obtient la Croix de Guerre après s'être battu dans la Somme, mais de retour dans le Tarn, il est arrêté le 14 septembre 1941 et déporté par le régime de Vichy dans un camp d'internement d'Afrique du Nord (à Djelfa, Algérie) jusqu'en février 1943. 
Il devient ensuite rédacteur en chef de Radio-France à Alger, mais démissionne au bout de quelques mois pour devenir le collaborateur d'André Marty à l'hebdomadaire communiste Liberté.
Après l'obtention de son doctorat, il enseigne à l'université de Clermont-Ferrand — où il subit l'hostilité et le mépris de Michel Foucault qui le poussa à solliciter sa mutation —, puis à l'université de Poitiers. Il est directeur des Cahiers du communisme, revue théorique du PCF, jusqu'en 1964. C'est à l'époque de sa députation qu'il se lie d'amitié avec l'abbé Pierre, également député (MRP) au sortir de la Seconde Guerre mondiale.
Il meurt le 13 juin 2012 à son domicile de Chennevières-sur-Marne.

### Parcours politique
Membre du comité central du PCF en 1945, il est élu député communiste du Tarn (1945-1951), puis de la Seine (1956-1958), et sénateur de Paris (1959-1962). En février 1949, il est notamment témoin cité par les avocats de la défense du journal Les Lettres françaises, attaqué en diffamation par Viktor Kravtchenko.

### Distinctions
- Croix de guerre 1939-1945
- Médaille de la déportation et de l'internement pour faits de Résistance
- Prix Fayçal en 1986
- Prix Kadhafi des droits de l'homme, décerné par la Jamahiriya arabe libyenne, en 2002

- Membre de l'Académie du royaume du Maroc[6]

## Itinéraire politique et intellectuel

### Marxisme et exclusion du PCF
Directeur du Centre d'études et de recherches marxistes, Roger Garaudy a longtemps été l'un des « philosophes officiels » du Parti communiste jusqu'à son ralliement aux thèses de l'extrême gauche autogestionnaire en mai 1968. À cette époque, il défend déjà des thèses négationnistes concernant le goulag. L'historien Marc Ferro lui reproche aussi d'avoir minimisé les appels au terrorisme de Lénine lors de la révolution d'Octobre : à propos d'une lettre de juin 1918 où Lénine appelle à la « terreur de masse », Marc Ferro pointe que « Roger Garaudy oubliera ce passage dans l’édition des œuvres complètes de Lénine (1958-1976) » dont il avait dirigé la traduction en 47 volumes aux Éditions sociales.
Il est exclu du PCF en juin 1970 pour ses positions non-conformes à la « ligne du Parti ». Après l'étouffement du « printemps de Prague », il a critiqué les formes de communisme du « bloc de l'Est ». Puis dans Le grand tournant du socialisme, il a évoqué une « nouvelle révolution scientifique et technique » qui impose une « nouvelle analyse de la lutte des classes » (le « bloc historique nouveau ») et une démocratisation du parti. Il a aussi défendu la vision d'un communisme humaniste et ouvert aux spiritualités, ce qui l'a amené à de vives oppositions avec la lecture du marxisme défendue par Louis Althusser.

### Écologie et candidature à la présidence de la République
En 1978, Roger Garaudy témoigne au procès de Fañch Le Henaff, un objecteur de conscience inculpé de « refus de carte du service national ». Il déclare au président du tribunal : 

« Je vous remets ma médaille militaire, ce qui fut autrefois le symbole de la liberté, ma croix de guerre avec deux citations car si Fanch Hénaff était condamné, elle n'aurait plus aucun sens. Vous en ferez ce que vous voudrez. »

Après son exclusion du Parti communiste, Roger Garaudy se rapproche des milieux régionalistes et écologistes. Il annonce même son souhait de présenter sa candidature à l'élection présidentielle française de 1981 en publiant en mai 1979 son livre Appel aux vivants. Une association du même nom est créée, et cette candidature est débattue, parmi d'autres, à l'occasion des assises de Lyon du Mouvement d'écologie politique qui se tiennent en mai 1980 : au terme d'une élection primaire, c'est toutefois la candidature de Brice Lalonde qui est retenue, tandis que Roger Garaudy défendait, selon l'historien Alexis Vrignon, qui a étudié les archives de l'époque, une « critique naturiste et conservatrice du progrès ».

### Conversion à l'islam
Roger Garaudy s'implique alors dans le dialogue international des cultures et des religions, question déjà très présente dans son Appel aux vivants, et se convertit à l'islam en 1982 sans pour autant renoncer au marxisme. Ibn Baz, cheikh salafiste saoudien, le nomme membre du Conseil supérieur international des mosquées. Cependant, là aussi, Garaudy adopte une vision personnelle de ses appartenances idéologiques, déclarant en novembre 1996 : « J'ai atterri dans l'islam sans me défaire de mes croyances personnelles ni de mes convictions intellectuelles ». Ce qui a fait dire au cheikh dans une fatwa que le philosophe français était un « hypocrite » et un « impie originel ».

#### Fondation
Roger Garaudy a créé sa propre fondation en Espagne à Cordoue, dans la tour de la Calahorra, la « fondation Roger-Garaudy ». On y découvre plusieurs personnages qui retracent l'histoire de l'islam en Espagne à l'époque d'Al-Andalus. La fondation octroie en 1991 son prix pour la recherche historique à Ismaël Diadié Haïdara — qui découvrira plus tard être un descendant de Juifs d'Espagne — pour son ouvrage L’Espagne musulmane et l’Afrique subsaharienne,.

## Controverses

### De l'antisionisme au négationnisme
Roger Garaudy est l’auteur d’un ouvrage intitulé Les Mythes fondateurs de la politique israélienne, qui fut publié en 1995 par les éditions La Vieille Taupe qui ne le servit qu'à ses propres abonnés, puis réédité en 1996. Cet ouvrage, se compose de trois chapitres principaux : « Les mythes théologiques », « les mythes du XXe siècle » et « l'utilisation politique du mythe ».
Il soutient la thèse négationniste d'un « complot sioniste », qui, pour justifier l'expansionnisme israélien, aurait « inventé la Shoah ». Garaudy y nie le génocide commis par les nazis contre les Juifs, et rejette les travaux des historiens accumulés depuis des décennies. Il adopte ainsi les thèses fondamentales du négationnisme : Hitler n'aurait pas donné l'ordre de l'extermination ; le mot « extermination » serait une fausse traduction et désigne en fait l'expulsion des Juifs ; les Juifs furent décimés par le typhus et les fours crématoires servaient à brûler les cadavres des victimes de la maladie ; il n'y aurait pas de sources ni de témoins fiables ; les crimes des Alliés seraient pires que ceux des nazis ; les chambres à gaz n'auraient pas existé ; des tortures auraient été infligées aux prisonniers nazis pour leur faire avouer le génocide ; il y aurait un « complot juif » international ; les thèses négationnistes ne seraient pas scientifiquement réfutables ; il existerait des impossibilités matérielles d'utiliser le gaz Zyklon B pour tuer les victimes et de faire fonctionner les fours crématoires comme cela a été décrit. Comme ses autres convictions successives, l'antisionisme de Roger Garaudy est radical et l'avait conduit, dès 1982, à comparer sionisme et nazisme.
L'« affaire Garaudy » est d'abord révélée par Le Canard enchaîné en janvier 1996, suivi par quelques quotidiens nationaux, entraînant contre lui le dépôt de plusieurs plaintes avec constitution de partie civile pour contestation de crime contre l'humanité, diffamation raciale publique et provocation à la haine raciale par des associations de résistants, de déportés et des organisations de défense des droits de l’homme. Puis, le scandale est médiatisé en avril 1996, lorsque Roger Garaudy et son avocat Jacques Vergès, annoncent le soutien de l'abbé Pierre, qui est exclu de la LICRA, et du cinéaste René Vautier. Converti à l’islam depuis le début des années 1980, Roger Garaudy avait aussi reçu pendant le procès le soutien d’intellectuels de pays arabes et musulmans.
Roger Garaudy a été condamné, le 27 février 1998, pour contestation de crimes contre l’humanité et diffamation raciale. Dans ses attendus, le tribunal souligne que « loin de se borner à une critique du sionisme […] Roger Garaudy s’est livré à une contestation virulente et systématique des crimes contre l’humanité commis contre la communauté juive ». Rejetant l’argument selon lequel son livre serait « antisioniste » et non « antisémite », les magistrats expliquent que l'auteur, « bien qu’il s’en défende, présente sous forme d’une critique politique […] d’Israël ce qui n’est qu’une mise en cause de l’ensemble des Juifs ». Ce jugement a été confirmé en appel le 16 décembre 1998, Garaudy étant en outre condamné pour provocation à la haine raciale,,,. Ses pourvois en cassation ont été rejetés par la chambre criminelle le 12 septembre 2000. Son recours devant la Cour européenne des droits de l'homme, fondé sur la violation de l'article 10 (liberté d'expression) de la Convention européenne des droits de l'homme, de l'article 6 (droit à un procès équitable) de la Convention, de l'article 4 du Protocole no 7 (droit de ne pas être jugé ou puni deux fois) et des articles 9 (liberté de pensée, de conscience et de religion) et 14 (interdiction de la discrimination) de la Convention, a été déclaré irrecevable par la Cour, le 24 juin 2003, les juges européens déclarant :

« Comme les juridictions nationales l'ont démontré, que le requérant a fait siennes les thèses négationnistes et a remis en cause systématiquement les crimes contre l'humanité commis par les nazis envers la communauté juive. [Ce livre, qui a] dans son ensemble, un caractère négationniste marqué, va à l'encontre des valeurs fondamentales de la Convention, à savoir la justice et la paix. […] Aucun élément ne permet d'établir que M. Garaudy n'a pas bénéficié d'un procès équitable. »

## Mandats politiques

### Député
- 21/10/1945 - 10/06/1946 : député communiste du Tarn
- 02/06/1946 - 27/11/1946 : député communiste du Tarn
- 10/11/1946 - 17/04/1951 : député communiste du Tarn
- 02/01/1956 - 08/12/1958 : député communiste de la Seine (1re circonscription)

### Sénateur
- 26/04/1959 - 31/10/1962 (démission) : sénateur de la Seine (groupe communiste)

## Publications
Il est l'auteur de plus de 70 livres.
- Antée, (roman), Éditions Hier et Aujourd'hui, 1945.
- Le Communisme et la renaissance de la culture française, Éditions sociales, 1945.
- Le Huitième jour de la création (roman), Éditions Hier et Aujourd'hui, 1946.
- Contribution historique de la civilisation arabe, Alger, Éditions Liberté, 1946.
- Les sources françaises du socialisme scientifique, Éditions Hier et Aujourd'hui, coll. « Civilisation française », 1948.
- L'Église, le communisme et les chrétiens, Paris, Éditions Sociales, 1949.
- Grammaire de la liberté, Paris, Éditions Sociales, 1950.
- Le manifeste du Parti communiste : révolution dans l’histoire de la pensée socialiste, Éditions Sociales, 1953.
- La théorie matérialiste de la connaissance, Paris, PUF, coll. « Bibliothèque de philosophie contemporaine », 1953.
- La Liberté, Paris, Éditions Sociales, 1955.
- Aventures de la dialectique ou dialectique d'une aventure? in Mésaventures de l’anti-marxisme – Les malheurs de M. Merleau-Ponty (ouvrage collectif), Paris, Éditions Sociales, 1956 ; p. 7-98.
- L'Économie socialiste au service du peuple, Les Conférences éducatives du Parti communiste français, 14 mai 1956.
- Humanisme marxiste : cinq essais polémiques, Paris, Éditions Sociales, 1957.
- Questions à Jean-Paul Sartre, précédées d’une lettre ouverte, Paris, Revue Clarté, coll. « Clarté », 1960.
- Du surréalisme au monde réel : l'itinéraire d'Aragon, Paris, Gallimard, coll. « Vocations », 1961.
- Perspectives de l’homme: existentialisme, pensée catholique, structuralisme, marxisme, Paris, PUF, coll. « Bibliothèque de philosophie contemporaine », 1959.
- Dieu est mort; étude sur Hegel, Paris, PUF, coll. « Bibliothèque de philosophie contemporaine », 1962.
- Qu’est-ce que la morale marxiste?, Paris, Éditions Sociales, coll. « Notre temps », 1963.
- D'un réalisme sans rivages Picasso Saint-John Perse Kafka, préface de Louis Aragon, Paris, Plon, 1963.
- Karl Marx, Paris, Seghers, 1965.
- D’un réalisme sans rivage, Paris, Plon, 1965.
- De l’anathème au dialogue : un marxiste s'adresse au Concile, Paris, Plon, coll. « Débats de notre temps », 1965.
- Marxisme du XXe siècle, Paris-Genève, La Palatine, 1966.
- La Pensée de Hegel, Paris, Bordas, coll. « Pour connaître la pensée », 1966.
- Le Probleme chinois, Paris: Seghers, 1967.
- Le Probleme chinois : suivi de textes essentiels de Mao Tsé-toung et du parti communiste chinois, Paris, Union Générale d'éditions, coll. « Le monde en 10-18 », 1968.
- Lénine, Paris, PUF, coll. « Philosophes », 1968.
- Pour un réalisme du XXe siècle : dialogue posthume avec Fernand Léger, Paris, Grasset, 1968.
- Pour un modèle français du socialisme, Paris, Gallimard, coll. « NRF Idées actuelles », 1968.
- Peut-on être communiste aujourd'hui ?, Paris, Grasset, 1968.
- La liberté en sursis : Prague 1968, Paris, Fayard, coll. « En toute liberté », 1968.
- Le Grand tournant du socialisme, Paris, Gallimard, coll. « NRF Idées actuelles », 1969.
- Marxistes et chrétiens face à face, en collaboration avec Q. Lauer, Paris, Arthaud, coll. « Notre temps », 1969.
- Toute la vérité, Paris, Grasset, 1970.
- Reconquête de l'espoir, Paris, Grasset, 1971.
- L’Alternative : changer le monde et la vie, Paris, Robert Laffont, coll. « Libertés 2000 », 1972.
- Danser sa vie, préface de Maurice Béjart, Paris, Le Seuil, 1973.
- 60 œuvres qui annoncèrent le futur : 7 siècles de peinture occidentale, Genève, Skira, 1974.
- Parole d'homme, Paris, Robert Laffont, 1975.
- Le Projet espérance, Paris, Robert Laffont, coll. « Réponses/écologie », 1976.
- Pour un dialogue des civilisations : l'Occident est un accident Paris, Denoël, coll. « Coudées franches », 1977  (ISBN 979-1090896000).
- Qui dites-vous que je suis ? (roman), Paris, Le Seuil, 1978.
- Appel aux vivants, Paris, Le Seuil, coll. « Points », 1979, prix des Deux Magots en 1980.
- Comment l'homme devint humain, Paris, Éditions Jeune Afrique, coll. « L'épopée humaine », 1979
- Il est encore temps de vivre : Voici comment. En cooperation avec Pierre-Luc Seguillon, Paris, Stock, coll. « Les grands leaders », 1980.
- Promesses de l'Islam, Paris, Le Seuil, 1981.
- L’Islam habite notre avenir, Desclée De Brouwer, coll. « Dialogue des civilisations », 1981.
- Pour l'avènement de la femme, Paris, Albin Michel, 1981.
- L’Affaire Israël : le sionisme politique, Papyrus, coll. « Dossier », 1983[30]
- Éduquer au dialogue des civilisations, ouvrage en collaboration, 1983, Québec, Éditions du Sphinx  (ISBN 2-920123-04-1).
- Biographie du XXe siècle : le testament philosophique de Roger Garaudy, Paris, Tougui, 1985.
- Pour un Islam du XXe siècle (Charte de Séville), Paris, Tougui, 1985.
- L’Islam vivant, Algiers, La maison des livres, 1986.
- À Contre-nuit : poème, Lausanne, Éditions de l'Aire, 1992.
- Mon tour du siècle en solitaire : mémoires, Paris, Robert Laffont, 1989.
- Intégrismes, Paris, Belfond, coll. « En libertés », 1990.
- Les Orateurs de la Révolution française, Paris, Librairie Larousse, 1990.
- Les Fossoyeurs : un nouvel appel aux vivants, Paris, L'Archipel, coll. « Batailles »,  1992.
- Avons-nous besoin de Dieu ?, introduction de l'abbé Pierre, Paris, Desclée de Brouwer, 1993.
- Souviens-toi : brève histoire de l'Union soviétique, Pantin, Le Temps des cerises, 1994.
- Vers une guerre de religion ? Le débat du siècle, Paris, Desclée de Brouwer, 1995.
- Grandeurs et décadences de l’islam, Alphabeta & chama, 1996.
- L'Islam et l'intégrisme, Pantin, Le Temps des cerises, 1996.
- Les Mythes fondateurs de la politique israélienne, Paris, Librairie du savoir, 1996.
- Grandeur et décadences de l'Islam, Paris, Alphabeta & Gama, 1996.
- Réponse au lynchage médiatique de l'abbé Pierre et de Roger Garaudy, Samizdat, brochure de 38 pages, juin 1996.
- Mes témoins, Paris, Éditions À Contre-Nuit, 1997  (ISBN 978-2912341051).
- Les États-Unis avant-garde de la décadence : comment préparer le XXIe siècle, Paris, Vent du Large, 1997  (ISBN 978-2912341006).
- Le Procès du sionisme israélien, Paris, Vent du Large, 1998, Samiszdat Roger Garaudy, 1996[31]
- Le Procès de la liberté, en collaboration avec Jacques Vergès, Paris, Vent du large, 1998  (ISBN 978-2912341105).
- L’Avenir, mode d'emploi, Paris, Vent du large, 1998.
- Palestine : terre des messages divins, Beyrouth-Liban, Al Fihrist, 1998.
- L'Islam en Occident : Cordoue, une capitale de l'esprit, Paris, L'Harmattan, 2000.
- Le XXIe siècle – Suicide planétaire ou résurrection, en collaboration, Paris, L'Harmattan, 2000  (ISBN 978-2-7384-9074-2).
- Le Terrorisme occidental, Algiers, Dar El Oumma, 2002; Luxembourg, Al-Qalam, 2004  (ISBN 978-2909469423).
- Qu'est-ce que l'anti-américanisme ?
- Plusieurs articles dans la revue À contre-nuit

### Théâtre
- 1958 : Prométhée 48, Théâtre de l'Apollo